# Max Seppel

Max Seppel

Max Seppel (* 2. Februar 1881 in Breslau; † 20. April 1954 in Düsseldorf) war ein deutscher Politiker (SPD).

## Leben und Wirken
Max Seppel wurde als Sohn einer katholischen Familie aus Schlesien geboren. Von 1886 bis 1895 besuchte er die Volksschule in Breslau. Danach begann Seppel eine Schlosserlehre, die er nach einem Jahr abbrechen musste, um nach dem Tod seines Vaters (1896) den Lebensunterhalt für seine Mutter und seine Geschwister zu verdienen. In den folgenden Jahren arbeitete er als Laufbursche, Arbeiter und Hausdiener. 1899 trat er in den Postdienst ein. Von 1899 bis 1901 war er als Postaushelfer tätig, danach bis 1907 als Postbote, bis 1913 als Landbriefträger und schließlich von 1913 bis 1920 als Postschaffner. Ab 1909 war Seppel Vorstandsmitglied der einzelnen Ortsgruppen des Verbandes der unteren Post- und Telegraphenbeamten, zuletzt von 1918 bis 1920 als Vorsitzender des Bezirksvereins in Breslau.
Als Mitglied der SPD begann Seppel sich während des Ersten Weltkrieges verstärkt politisch zu betätigen. 1918 kam er in den Volksrat der Stadt Breslau. 1919 wurde er Stadtverordneter. 1920 wurde Seppel als Abgeordneter seiner Partei für den Wahlkreis 7 (Breslau) in den Reichstag gewählt, dem er ohne Unterbrechung bis zum November 1932 angehörte. Von Mai 1924 bis September 1930 war er allerdings Abgeordneter für den Wahlkreis 8 (Breslau; nach einer Neuordnung der Wahlkreisnummerierung), um danach bis zum November 1932 dem Parlament als Reichswahlvorschlag seiner Partei anzugehören. Daneben war Seppel seit Januar 1920 Mitglied des Reichsbeamtenvereins der SPD und von April 1924 bis Oktober 1930 stellvertretendes Mitglied im Verwaltungsrat der Deutschen Reichspost.
Nach der „Machtergreifung“ wurde Seppel 1933 im KZ Sonnenburg inhaftiert. Sein im November 1939 gestellter Antrag auf eine Mitgliedschaft in der NSDAP wurde im Oktober 1940 abgelehnt. In der Entscheidung des NSDAP-Kreisgerichts Breslau-Land hieß es:
„In der Verfechtung seiner politischen Meinung war [Seppel] einer der markantesten und hartnäckigsten Anhänger der marxistischen Idee und hat unsern Gesinnungsgenossen und der Bewegung Schaden zugefügt, wo er nur konnte.
 Mit Rücksicht auf seine politische Vergangenheit und Rührigkeit ist nicht anzunehmen, daß er wirklich innerlich Nationalsozialist geworden ist und unerschütterlich hinter dem Führer steht. Vielmehr ist anzunehmen, daß er nur um eigensüchtiger Zwecke willen, die Mitgliedschaft anstrebt.“